# خراردو ریس (بازیکن فوتبال)
خراردو ریس (انگلیسی: Gerardo Reyes؛ زادهٔ ۲۳ ژوئن ۱۹۸۸) بازیکن فوتبال اهل اسپانیا است.